# Пастерка

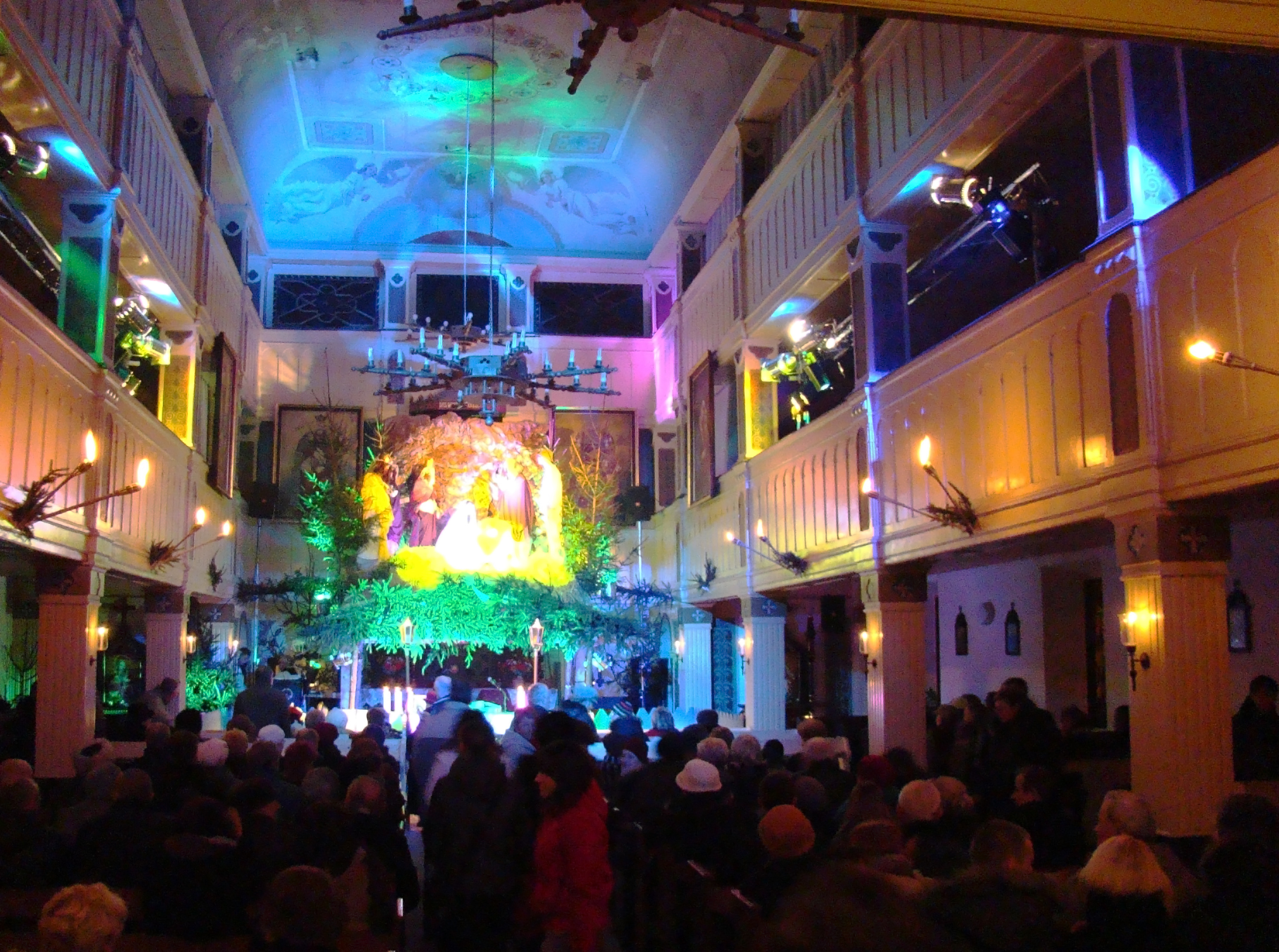
Пастерка у храмі святого Станіслава Костки м. Александрув-Лодзький

Пастерка, Пастирка — урочиста меса, що відправляється вночі (зазвичай опівночі або ввечері) з 24 на 25 грудня, особливе літургійне святкування Різдва. Опівнічна Меса вшановує очікування та молитву пастухів, які прямують до Вифлеєму. Назва меси походить від слова пастир, пастух, пастухи, які як відомо, першими прийшли поклонитися Божому дитяті. Під час Пастерки всі присутні співають традиційні різдвяні колядки у дусі радості. Стиль колядок східного та західного обрядів дещо відрізняється, але й ті, й інші обов'язково звучать.

## Історія
Пастирка — на початку була особливим Богослужінням, яке відправляли лише у Вифлеємі. Ясла Господа Ісуса вже у V столітті були перенесені з Вифлеєму до Риму і розташовані у базиліці Санта Марія Маджоре. Внаслідок цього в Італії народився звичай в день Різдва Христового виставляти ясла на тлі гроту (печери), доповнюючи фігурками Марії, Йосипа, трьох царів, ангелів, пастухів і різних тварин. Але найбільша заслуга в поширенні звичаю будування ясел на тлі гроту, які на наших теренах стали називатися вертепами, належить св. Франциску Ассізькому і його духовним нащадкам. З VІ ст. цей звичай був запроваджений також у Римі. Служба правилась у базиліці Санта Марія Маджоре, де знаходяться перенесені ясла з Печери Різдва. З Риму традиція нічних різдвяних Богослужінь поширилась на інші регіони. Урочиста Меса відправляється на спомин про Святу ніч Божого народження, коли здивовані пастушки прибігли до стайні-вертепу і побачили там свого Спасителя. Таким чином у надвечір'я Різдва кожен римо-католицький храм стає духовним Вифлеємом.

## Святкування

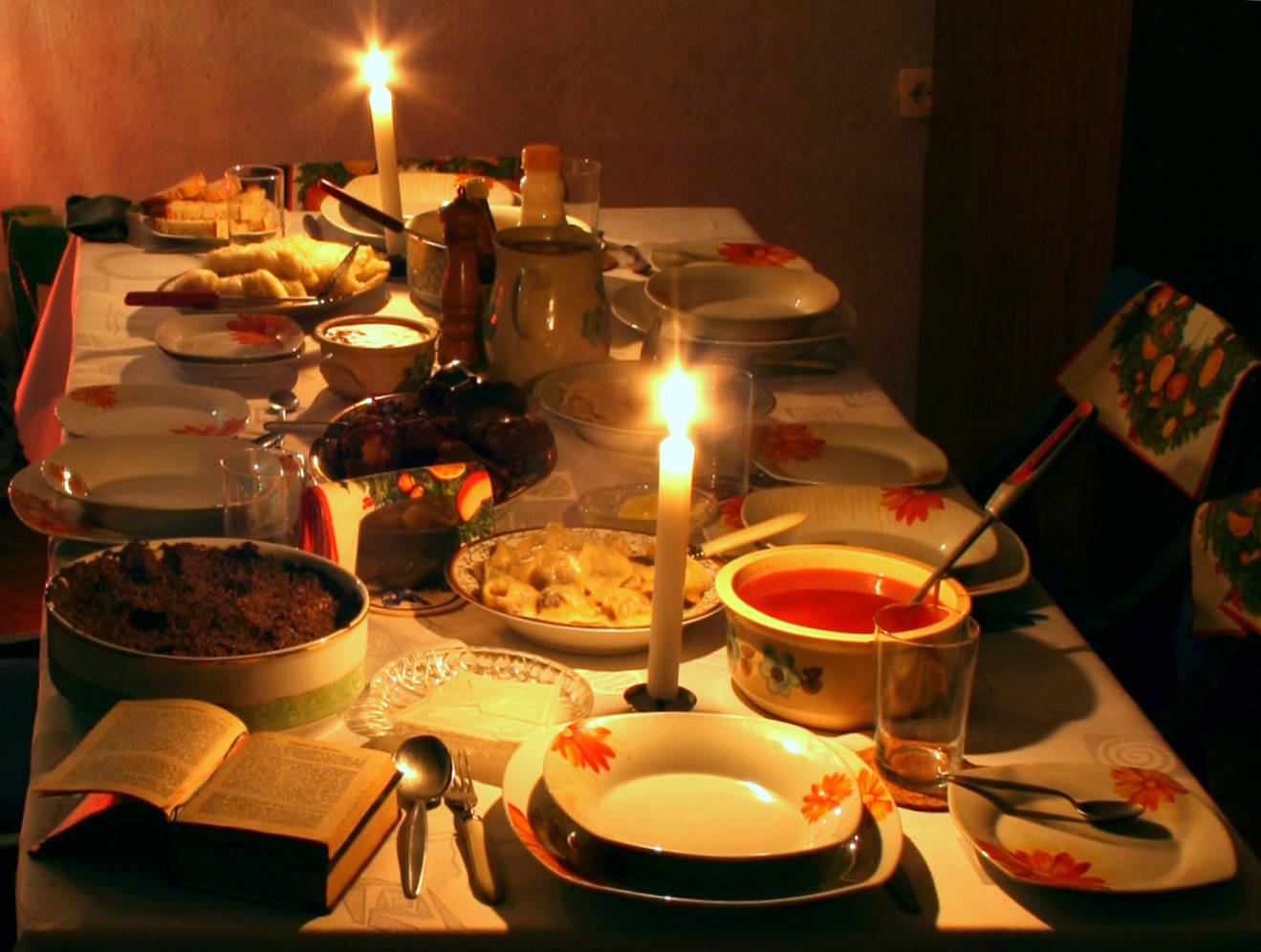
Святкова вечеря на Святвечір перед Пастиркою

Хоча Пастирка тісно пов'язана з конкретним часом у християнській літургії, вона не обов'язково відправляється лише у конкретній годині. Відповідно до обряду Євхаристії, Пастерка визначається лише типом молитви та біблійними текстами, які використовуються під час святкування Різдва. 24 грудня вона може проводитися більше одного разу в кількох місцях парохом; у церкві та в сусідній каплиці. Часто поруч святкують дві (або навіть три) Пастерки — раніше для сімей з дітьми, потім о 21 і 22 год. для молоді та заключна опівночі для дорослих.
Участь у святкуваннях Різдва Христового є обов'язковою для всіх практикуючих католиків. Вони мають можливість відвідати будь-яку вечірню месу або навіть декілька. Священики можуть називати їх усіх Пастеркою, хоча формально єпископат називає їх вігілійними месами на відміну від великої меси (Пастерки)опівночі. У канонічних Євангеліях не вказано точну годину народження Христа, що дозволяє вибрати ідеальний час для молитви з цієї нагоди. Зранку віруючі можуть відвідати месу очікування Адвенту, проте це не звільняє їх від участі в месі Різдва Христового пізніше. Перед вечором 24 грудня немає мес, це час Святвечора-Вігілії, традиційної вечері у сімейному колі. Перша вечірня меса Святвечора (після Вігілії) святкується близько 18 години або пізніше до 20:00. а потім 10 вечора. меса та одногодинна велика опівнічна меса, яка починається опівночі. Музика для опівнічної меси починається, щойно двері відчиняються о 23:00. Освячення ясел може відбуватися перед або після проповідей, коли священики відкривають вертепи, встановлені біля головного вівтаря. Традиційно богослужіння завершується Апостольським благословенням. Меси наступного дня є взаємозамінними відповідно до Святого Письма, що дозволяє окремим парафіянам гнучко вибирати час релігійні служби. Різдво починається з ранкової меси, за якою слідують денні меси.